# Magne Dæhli
Magne Dæhli (* 24. duben 1987, Løten) je norský reprezentant v orientačním běhu, jenž v současnosti žije v Haldenu. Jeho největším úspěchem je stříbrná medaile ze štafet na Mistrovství světa z roku 2012 ve švýcarském Lausanne. V současnosti běhá za norský klub Halden SK.

## Sportovní kariéra
| Přehled úspěchů na Mistrovství světa | Přehled úspěchů na Mistrovství světa | Přehled úspěchů na Mistrovství světa | Přehled úspěchů na Mistrovství světa | Přehled úspěchů na Mistrovství světa |
| Mistrovství světa                    | Sprint                               | Middle                               | Long                                 | Štafety                              |
| ------------------------------------ | ------------------------------------ | ------------------------------------ | ------------------------------------ | ------------------------------------ |
| Lausanne 2012                        | Q20. místo                           | 7. místo                             | X                                    | 2. místo                             |

| Přehled úspěchů na Mistrovství Evropy | Přehled úspěchů na Mistrovství Evropy | Přehled úspěchů na Mistrovství Evropy | Přehled úspěchů na Mistrovství Evropy | Přehled úspěchů na Mistrovství Evropy |
| Mistrovství Evropy                    | Sprint                                | Middle                                | Long                                  | Štafety                               |
| ------------------------------------- | ------------------------------------- | ------------------------------------- | ------------------------------------- | ------------------------------------- |
| Falun 2012                            | 9. místo                              | 12. místo                             | X                                     | X                                     |

| Přehled úspěchů na Mistrovství světa juniorů | Přehled úspěchů na Mistrovství světa juniorů | Přehled úspěchů na Mistrovství světa juniorů | Přehled úspěchů na Mistrovství světa juniorů | Přehled úspěchů na Mistrovství světa juniorů |
| Mistrovství světa juniorů                    | Sprint                                       | Middle                                       | Long                                         | Štafety                                      |
| -------------------------------------------- | -------------------------------------------- | -------------------------------------------- | -------------------------------------------- | -------------------------------------------- |
| Tenero 2005                                  | X                                            | X                                            | 15. místo                                    | 1. místo                                     |
| Dubbo 2007                                   | 29. místo                                    | 4. místo                                     | 2. místo                                     | 2. místo                                     |